# Universität Roskilde
Die Universität Roskilde (dänisch: Roskilde Universitet, bis 2008 Roskilde Universitetscenter, kurz: RUC) ist eine staatliche Bildungseinrichtung für Naturwissenschaften, Sozialwissenschaften und Geisteswissenschaften östlich von Roskilde in Dänemark. Sie ist Mitglied der Universität der Arktis.

## Hochschulprofil
Das ehemalige Logo bestand in einer stilisierten Koralle. Damit wurde metaphorisch auf die Eigenschaft einer Koralle angespielt, nur in bewegtem Wasser gedeihen zu können, dann aber große und schöne Kolonien auszubilden. Wenn diese von innen absterben und verkalken, geben sie dem Riff die nötige Stärke, um den reißenden Wassern ausreichend Widerstand leisten zu können.

## Organisation

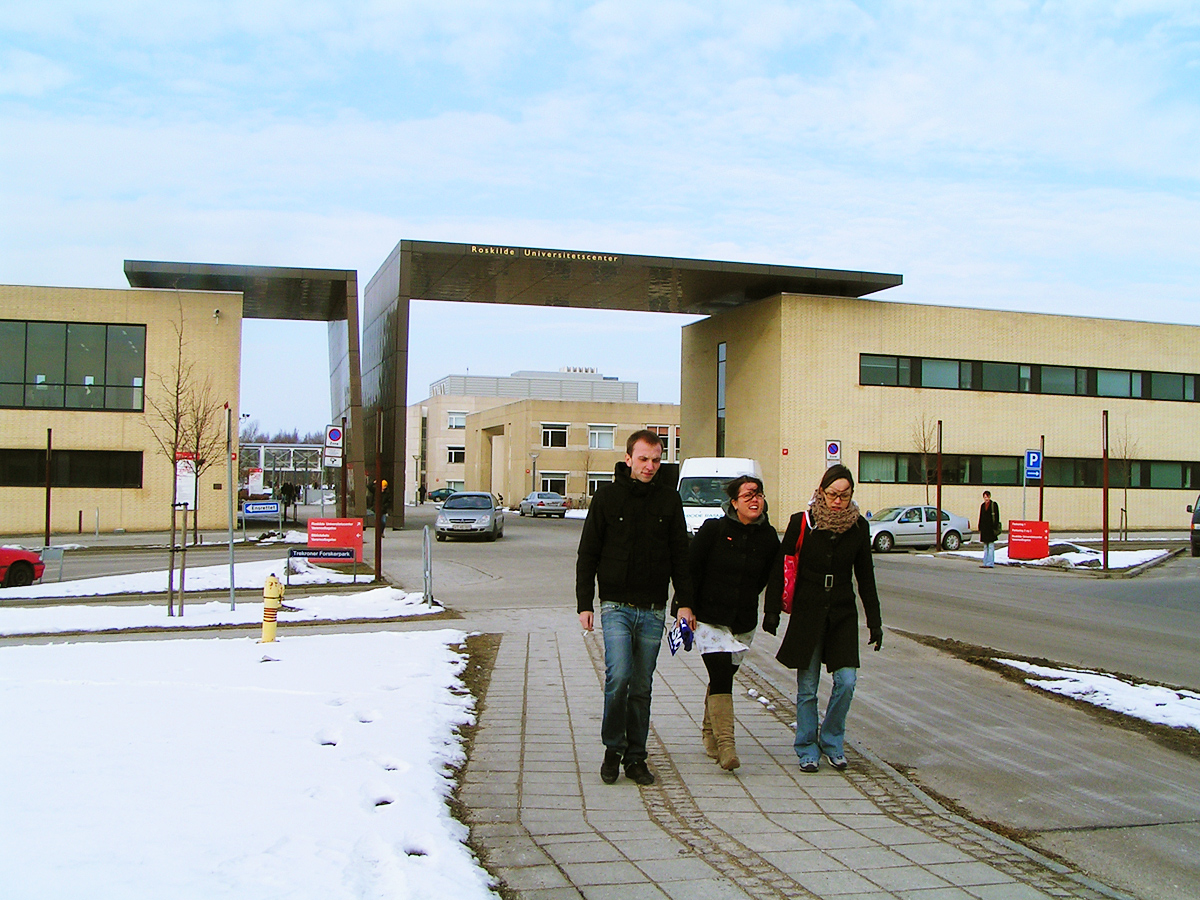
Eingang der Universität Roskilde

Campus der Universität Roskilde

Bibliothek der Universität Roskilde

Bei ihrer Gründung im Jahre 1972 gab es 723 Studierende.
Rektorin ist Hanne Leth Andersen.
Die Universität bietet die Abschlüsse Bachelor, Magister und Ph. D. an, ist aufgeteilt in vier Institute und nimmt ca. 50 Gebäude ein. Die meisten Bachelorprogramme und einige Magisterprogramme sind auch in englischer Sprache studierbar.
Das Gebäude der Universitätsbibliothek (RUb) wurde vom Architekten Henning Larsen entworfen und erstreckt sich auf mehreren Ebenen über eine Fläche von 7600 m².

## Akademische Ausrichtung
Die Universität wurde mit dem Ziel gegründet, akademische Lehre auf eine neue, alternative Art zu betreiben, die sich bewusst in vielen Punkten von der traditionellen Praxis der Wissensvermittlung im Stil des Frontalunterrichts abgrenzen soll, v. a. indem sie den Studenten in einem starken Maße mit hoher Selbstverantwortung in alle Aktivitäten einbindet. Die grundlegenden Prinzipien hierbei sind:
- Interdisziplinarität und Problemorientierung
- Projektarbeit
- Gruppenarbeit
- enge Verbindung zwischen Forschung und Lehre

## Institute
Es gibt vier Institute:
- Institut für Kommunikation und Geisteswissenschaften
- Institut für Naturwissenschaft und Umwelt
- Institut für Menschen und Technologie
- Institut für Gesellschaftswissenschaft und Wirtschaft

Außerdem hat es ein Forschungszentrum für Gleichberechtigung der Geschlechter gegeben (2002–2007):
- CeLi (Center for Ligestillingsforskning)

## Bekannte Dozenten
- Paul Mattick (1904–1981), Ökonom, Rätekommunist und politischer Schriftsteller, Gastprofessur 1974/75
- Nico Perrone (* 1935), Historiker und Journalist, Gastprofessur 1991
- Herman Schmid (1939–2021), Soziologe, Friedensforscher und Politiker, MdEP, Lektor an der Universität
- Tove Skutnabb-Kangas (1940–2023), Linguistin und Pädagogin, von 1979 bis 2007 Gastforscherin, darin von 1995 bis 2000 Dozentin
- Bernhelm Booß-Bavnbek (* 1941), Mathematiker, Professor emeritus
- Bent Sørensen (* 1941), Physiker, Professor seit 1980
- Utz Maas (* 1942), Sprachwissenschaftler, 1975 Professor für Textwissenschaften
- Robert Phillipson (* 1942), Sprachwissenschaftler, ehemaliger Leiter des Instituts für Sprachen und Kulturen
- Jens Høyrup (* 1943), Mathematikhistoriker, ab 1973 Lektor, 1989 Dozent für Wissenschaftsgeschichte und -philosophie, ab 1995 Professor
- Lutz Mez (* 1944), Politikwissenschaftler, Gastprofessur am Department of Environment, Technology and Social Studies 1993/94
- Peter Alheit (* 1946), Pädagoge, Humboldt-Professur 1994/95
- Jörg Becker (* 1946), Politikwissenschaftler
- Bernd Marin (* 1948), Sozialwissenschaftler, Gastvorleser an der Universität
- Mechthild Bereswill (* 1961), Soziologin, Gastprofessur
- Giorgos Katroungalos (* 1963), Jurist und Politiker, Lektorat und Gastprofessur

## Bekannte Studenten
- Helge Kragh (* 1944), Wissenschaftshistoriker, Promotion 1981
- Per Bak (1948–2002), theoretischer Physiker, Promotion 1974
- Tor Nørretranders (* 1955), Sachbuchautor und Wissenschaftsjournalist, studierte bis 1982 Philosophie und Wissenschaftssoziologie
- Kuupik Kleist (* 1958), Politiker (Inuit Ataqatigiit), Mitglied des Folketing, ehemaliger Premierminister von Grönland, schloss 1983 sein Studium als Socionom ab
- Giampietro Stocco (* 1961), Schriftsteller und Journalist
- Niels Åkerstrøm Andersen (* 1964), Sozialwissenschaftler, Promotion zum Doktor der Verwaltungswissenschaften 1995
- Christine Antorini (* 1965), sozialdemokratische Politikerin, Mitglied des Folketing, Studium der öffentlichen Verwaltung 1989 bis 1994
- Martin Lidegaard (* 1966), Politiker (Det Radikale Venstre (RV)), Mitglied des Folketing und Außenminister, 1985 bis 1992 Studium der Kommunikationswissenschaften, 1990 Redakteur der Hochschulzeitung RUC NYT
- Katja Kean (* 1968), Pornodarstellerin, Master of Business Administration 2009
- Natasha Arthy (* 1969), Regisseurin, studierte Geisteswissenschaften
- Robert Habeck (* 1969), Schriftsteller und Politiker (Bündnis 90/Die Grünen), deutscher Vizekanzler, 1992/93 Zwischenprüfung Philosophie, Germanistik und Philologie
- Morten Bødskov (* 1970), sozialdemokratischer Politiker, Mitglied des Folketing, postgraduales Studium
- Signe Byrge Sørensen (* 1970), Regisseurin und Produzentin von Dokumentarfilmen, 1998 Abschluss in Internationale Udviklingsstudier og Kommunikation an der Universität
- Casper Klynge (* 1973), Diplomat, Studium der Sozial- und Politikwissenschaft 1994–1996
- Simon Emil Ammitzbøll (* 1977), Politiker, Mitglied des Folketing, 2003 Bachelor in Sozialwissenschaften
- Kirsten Brosbøl (* 1977), Politikerin der Sozialdemokraten, Mitglied des Folketing, Umweltministerin, Abschluss als Cand.scient.soc in Politik an der Universität
- Meik Wiking (* 1978), Autor und Glücksforscher
- Johanne Schmidt-Nielsen (* 1984), Politikerin (rot-grüne Enhedsliste), Mitglied des Folketing, sozialwissenschaftliches Bachelor-Studium 2004–2007
- Emilie Turunen (* 1984), Politikerin, MdEP, 2009 Bachelor in Sozialwissenschaften
- Rina Ronja Kari (* 1985), Politikerin der Folkebevægelsen mod EU, MdEP; Studium der Betriebswirtschaftslehre an der Universität
- Joy Mogensen (* 1980), Bürgermeisterin von Roskilde, Kirchen- und Kulturministerin

## Ehrendoktoren
- 1997: Philip Davis (1923–2018), Mathematiker
- 1997: David Harvey (* 1935), Humangeograph und Sozialtheoretiker
- 1997: Bob Jessop (* 1946), Marxist, Soziologe, Politikwissenschaftler
- 2001: Gøsta Esping-Andersen (* 1947), Politologe und Soziologe
- 2004: John Urry (1946–2016), Soziologe
- 2005: Silvia Gherardi (* 1949), Soziologin
- 2009: Peter Eisenberg (* 1940), Sprachwissenschaftler
- 2013: Wolfgang Fritz Haug (* 1936), Philosoph